# Vagón fumador
Vagón fumador és una pel·lícula argentina de gènere dramàtic, estrenada en 2001, dirigida per Verónica Chen, qui també en va escriure el guió, i protagonitzada per Cecilia Bengolea i Leonardo Brzezicki.
“La idea central de la pel·lícula és una idea vaga, però al mateix temps ben concreta, de la llibertat”, calcula la seva autora. “Alguna cosa que està en l'atracció que Reni sent per Andrés. Que no és una atracció morbosa per alguna cosa estranya, sinó una fascinació autèntica per un tipus que sembla ser realment lliure..”

## Argument
Andrés i Reni es coneixen fortuïtament, no esperen res de la vida i això ja és molt per a compartir. A partir d'allí les seves vides sense remei es prolonguen en petites dosis de comprensió que els permeten arribar fins a una pròxima estació.
Aquesta òpera prima de la jove directora Verónica Chen se submergeix en la nit portenya a la recerca de criatures solitàries, gairebé marginals, que troben una estranya connexió emocional entre elles.
La pel·lícula està construïda com un llarg flashback que reconstrueix les vivències de Reni, una noia de vint anys que canta en una banda de rock. Una nit ella veu que en un caixer automàtic dos homes mantenen una ràpida relació sexual. Des d'aquest instant, Reni queda seduïda per Andrés, un taxiboy amb el qual anirà enfilant una relació afectiva sense massa certituds, però amb molt de companyonia i aventura.
Chen concentra gairebé tota la pel·lícula en la relació entre aquests dos personatges, procedents d'universos gairebé oposats i incorpora com a tercer gran element dramàtic els carrers, les places, els bars, les pizzeries de Buenos Aires, amb tota la bellesa i la degradació que afloren quan bona part de la ciutat dorm. Aquest ric aprofitament dels paisatges urbans nocturns (des del decadent carrer Lavalle fins a la Plaça San Martín on pareixin els taxiboys) resulta un dels majors encerts de Chen, que incorpora un biaix per moments documentalista en el qual presta la seva cambra a éssers anònims que deambulen pels corriols gairebé deserts.

## Repartiment
- Cecilia Bengolea com Reni.
- Leonardo Brzezicki com Andrés.
- Adrián Fondari com Client.
- Fernando Moumdjian com Armenio

## Festivals en què va participar
- 27è Festival de Cinema Iberoamericà de Huelva Premi a la millor òpera prima i Premi Caravel·la de plata al millor nou realitzador.[3]
- 58a Mostra Internacional de Cinema de Venècia Premi Òpera Prima Luigi de Laurentiis i Premi de la Setmana Internacional de la Crítica - Lleó del Futur.[4]
- 25è Festival Internacional de Cinema de Mont-real Secció Cinema of tomorrow.[5]
- 19è Festival de Cinema de Sundance Secció World Series.[6]
- 2n BAFICI.